# Kiwang Ona
Kiwang Ona is een bestuurslaag in het regentschap Flores Timur van de provincie Oost-Nusa Tenggara, Indonesië. Kiwang Ona telt 1235 inwoners (volkstelling 2010).